# 曹肇元
曹肇元（1904年—？），原籍金州，满洲国官员，曾任长春市长。

## 历史
曾在東京帝國大學留學。1937年時擔任西豐縣縣長。1941年4月至1944年1月任通化省公署实业厅厅长。1945年3月，任新设的国民勤劳部勤劳奉公总队总务处处长。
日本投降时，关东军任命于镜涛为长春市长，曹肇元为长春市政府总务处长，市政府一切事务由总务处长曹肇元负责办理。1945年8月30日进驻长春市的苏联红军指定曹肇元为长春市长。1945年11月8日下午14点，在苏联红军谢德林少校的陪同下，刘居英走进长春市政府大楼（现中共长春市委办公楼），曹肇元交出图章、人员名单、金库存款单，又交出八百零几元的滿洲國貨幣，刘居英一一签收，但对维持会图章没有接收。。张庆和接任长春市公安局局长，长春城里的守备部队也换成了八路军担任。11月16日，东北行营400余人乘飞机离开长春暂迁山海关。11月下旬苏军开始在长春、沈阳、哈尔滨驱逐中共机关和部队。1945年12月14日，刘居英被迫撤离长春，曹肇元复任长春市长。1945年12月22日赵君迈接任长春市长，曹肇元被留用改任谘议兼長春日僑俘管理所副所長。长春警察局长张炯接事后，前局长刘志亦仍留用，改任副局长。